# Insurrection irakienne de 1920
 (avril 2023).
La mise en forme du texte ne suit pas les recommandations de Wikipédia : il faut le « wikifier ».
Les points d'amélioration suivants sont les cas les plus fréquents :
- Les titres sont pré-formatés par le logiciel. Ils ne sont ni en capitales, ni en gras.
- Le texte ne doit pas être écrit en capitales (les noms de famille non plus), ni en gras, ni en italique, ni en « petit »…
- Le gras n'est utilisé que pour surligner le titre de l'article dans l'introduction, une seule fois.
- L'italique est rarement utilisé : mots en langue étrangère, titres d'œuvres, noms de bateaux, etc.
- Les citations ne sont pas en italique mais en corps de texte normal. Elles sont entourées par des guillemets français : « et ».
- Les listes à puces sont à éviter, des paragraphes rédigés étant largement préférés. Les tableaux sont à réserver à la présentation de données structurées (résultats, etc.).
- Les appels de note de bas de page (petits chiffres en exposant, introduits par l'outil «  Source ») sont à placer entre la fin de phrase et le point final[comme ça].
- Les liens internes (vers d'autres articles de Wikipédia) sont à choisir avec parcimonie. Créez des liens vers des articles approfondissant le sujet. Les termes génériques sans rapport avec le sujet sont à éviter, ainsi que les répétitions de liens vers un même terme.
- Les liens externes sont à placer uniquement dans une section « Liens externes », à la fin de l'article. Ces liens sont à choisir avec parcimonie suivant les règles définies. Si un lien sert de source à l'article, son insertion dans le texte est à faire par les notes de bas de page.
- La présentation des références doit suivre les conventions bibliographiques. Il est recommandé d'utiliser les modèles {{Ouvrage}}, {{Chapitre}}, {{Article}}, {{Lien web}} et/ou {{Bibliographie}}. Le mode d'édition visuel peut mettre en forme automatiquement les références.
- Insérer une infobox (cadre d'informations à droite) n'est pas obligatoire pour parachever la mise en page.

Pour une aide détaillée, merci de consulter Aide:Wikification.
Si vous pensez que ces points ont été résolus, vous pouvez retirer ce bandeau et améliorer la mise en forme d'un autre article.
La révolte irakienne contre les Britanniques, également connue sous le nom de Insurrection irakienne de 1920 ou de grande révolution irakienne, a débuté à Bagdad au cours de l'été 1920 par des manifestations de masse des Irakiens, y compris des officiers aigris de l'ancienne armée ottomane, contre les Britanniques qui avaient annoncé une réforme de la propriété foncière. La révolte a pris de l'ampleur lorsqu'elle s'est étendue aux régions chiites, essentiellement tribales, du milieu et du cours inférieur de l'Euphrate. Le cheikh Mehdi Al-Khalissi est l'un des principaux chefs chiites de la révolte. Le soulèvement est réprimé par les Britanniques à l'aide de l'artillerie lourde et de bombardements aériens.

## Contexte
Les communautés religieuses sunnites et chiites coopèrent pendant la révolution, ainsi que les communautés tribales, les masses urbaines et de nombreux officiers irakiens en Syrie. Les objectifs de la révolution sont l'indépendance vis-à-vis de la domination britannique et la création d'un gouvernement arabe. La révolte remporte quelques succès initiaux, mais à la fin du mois d'octobre 1920, les Britanniques l'ont réprimée, bien que certains de ses éléments aient perduré jusqu'en 1922.
Au cours des années 1920, des révoltes contre le fragile et nouvel État irakien ont eu lieu dans le nord du pays par les Kurdes, qui tentaient d'obtenir l'indépendance. L'un des principaux dirigeants kurdes de la révolte kurde était le cheikh Mahmoud Barzanji.

## Déroulé des événements
Une révolte armée éclate à la fin du mois de juin 1920. L'ayatollah al-Shirazi émet une fatwa : "Il est du devoir des Irakiens de revendiquer leurs droits. En les réclamant, ils doivent maintenir la paix et l'ordre. Mais si les Anglais les empêchent d'obtenir leurs droits, il est permis de recourir à la force défensive", ce qui semble encourager la révolte armée. Les autorités britanniques tentent de s'y opposer en arrêtant un cheikh de la tribu des Zawalim, puis une bande armée de guerriers tribaux loyaux prend d'assaut la prison et le libère. La révolte prend rapidement de l'ampleur, car les garnisons britanniques dans la région du milieu de l'Euphrate sont faibles et les tribus armées beaucoup plus fortes. Fin juillet, les rebelles tribaux armés contrôlent la majeure partie de la région du milieu de l'Euphrate. Le succès des tribus entraîne la propagation de la révolte au cours inférieur de l'Euphrate et à toute la région de Bagdad.
Le secrétaire britannique à la Guerre, Winston Churchill, autorise des renforts immédiats en provenance d'Iran, dont deux escadrons de la Royal Air Force. L'utilisation de l'aviation fait basculer l'avantage en faveur des Britanniques et joue un rôle important dans la fin de la révolte. Certaines tribus s'opposent à la révolte car elles sont reconnues par les autorités britanniques et profitent de cette reconnaissance. Finalement, les rebelles ont commencé à manquer de matériel et de fonds et n'ont pas pu soutenir la révolte plus longtemps, les forces britanniques étant devenues plus efficaces. La révolte prend fin en octobre 1920, lorsque les rebelles remettent Nadjaf et Karbala aux autorités britanniques.